# Walt Hansgen
Walter "Walt" Hansgen, född 28 oktober 1919 i Westfield i New Jersey, död 7 april 1966 i Orléans i Frankrike, var en amerikansk racerförare.

## Racingkarriär
Amerikanen Hansgen deltog i två hemmalopp i formel 1-lopp under 1960-talet. Han körde även i en privat Lotus-Climax utanför mästerskapet i Mexiko 1962. 
Hansgen kom i mål i ett F1-lopp och blev då femma i USA 1964. Han körde även i Indianapolis 500 1964 och 1965 där han slutade på trettonde respektive fjortonde plats. 
Hansgen omkom när han kraschade med en Ford GT40 Mk2 sportvagn under test inför Le Mans 24-timmars våren 1966.

## F1-karriär
| Säsong | Stall/Tillverkare                | Poäng | Placering |
| ------ | -------------------------------- | ----- | --------- |
| 1961   | Momo Corporation (Cooper-Climax) | 0     | –         |
| 1964   | Lotus-Climax                     | 2     | 16        |